# Gasthörer
Gasthörer (auch Hörer oder Hospitant genannt) ist die Bezeichnung für eine Person, die in Eigeninitiative und ohne Pflichten Lehrstunden oder Vorlesungen in Schulen oder Hochschulen besucht. 
Gasthörer sind zu einem überwiegenden Teil an Universitäten und Fachhochschulen anzutreffen. Der Personenkreis ist dabei nicht in einem Studiengang immatrikuliert. Die Gasthörerschaft wird lediglich registriert, meist kostenpflichtig. Gasthörer sind häufig Erwachsene, die bestimmte Themen interessieren, oder fremde Studenten, die an der eigenen Hochschule nicht Gelehrtes suchen. An Universitäten, die kein eigenes Seniorenstudium anbieten, können Senioren als Gasthörer an regulären Veranstaltungen teilnehmen. Zum Teil ist der Gasthörerstatus auch sinnvoll, um Einrichtungen der Hochschule überhaupt nutzen zu können oder aber erweitert nutzen zu können.

## Gasthörerzahlen in Deutschland
Nach Angaben des Statistischen Bundesamtes sind in Deutschland jedes Wintersemester rund 30.000 bis 40.000 Personen als Gasthörer eingeschrieben:

## Gasthörer und Prüfungen
An den meisten Hochschulen können Gasthörer laut Immatrikulationsordnung der jeweiligen Hochschule nicht an Prüfungen teilnehmen. Die Landeshochschulgesetze von Baden-Württemberg, Bayern und Nordrhein-Westfalen verbieten sogar explizit das Ablegen von Prüfungen für Gasthörer. Die Landeshochschulgesetze von Niedersachsen und Schleswig-Holstein erlauben hingegen explizit, dass Hochschulen Gasthörer zu Prüfungen zulassen können.

## Gasthörer versus Gaststudent
Für ordentlich eingeschriebene Studierende gibt es nach dem jeweiligen Hochschulrecht des Landes beziehungsweise Bundeslandes häufig die Möglichkeit, an Lehrveranstaltungen anderer Hochschulen als Zweithörer oder Gaststudent teilzunehmen. Hierbei können Prüfungen abgelegt und in den Studiengang eingebracht werden.